# ФК ХАШК
ХАШК је бивши хрватски фудбалски клуб из Загреба. ХАШК је био клуб са више спортских дисциплина основан у Загребу 6. новембра 1903. године. Клуб је био расформиран 4. јуна 1945. године па поново регистрован 1990. године.

## Историја

### Почеци
ХАШК је основан као мулти тимски спортски клуб новембра 1903. године у Загребу. Оснивачку управу је чинило девет студената Август Адам, Драгутин Албрехт, Петар Черлак, Вјекослав Јурковић, Марко Костренчић, Крешимир Мискић, Оскар Мор, Лав Водваршка и Хинко Вирт, који се данас сматрају оснивачима спорта на загребачком свеучилишту. Клупске боје су биле црвена, бела и златна.
Прве, оснивачке, године клуб је имао секције за мачевање, клизање на леду, скијање, санкање и стрељаштво. Одмах следеће, 1904. године, основана је и фудбалска секција која је постала најпопуларнија. Прву званичну утакмицу ХАШК је одиграо 16. октобра 1906. године против ПНИШК Загреб (Први ногометни и шпортски клуб Загреб). Утакмица је одиграна пред 800 гледалаца и крајњи резултат је био нерешен 1:1.
У наредним годинама ХАШК је играо утакмице са домаћим тимовима, једна од познатијих утакмица је била против БЕАЦ (Будимпештанског универзитета) 1909. године.
Формирањем Прве хрватске лиге, 1912. године, ХАШК је био на челу табеле, али је шампионат био прекинут, због лоше организације, и никад није настављен. У тренутку прекида првенства ХАШК је заузимао прву позицију са седам победа из седам утакмица и са гол-разликом 34:3, испред Конкордије која је имала шест победа из седам утакмица. Касније, због избијања Првог светског рата клуб је престао са активностима.

### 1918—1945
У периоду између два светска рата, клуб је добио на популарности и забележио је своје највеће успехе. На успехе клуба је највише утицала економска криза током двадесетих година двадесетог века и пожар који је уништио део стадиона 1936. године. После овога успеси су почели да стижу у фудбалски клуб.
Од 1927. године ХАШК се такмичио у првој југословенској лиги и своју једину титулу је освојио у сезони 1937/38. Исте године, 1938, ХАШК је имао и своје прво званично интернационално крштење. Играо је у Митропа купу и испао је у првој рунди такмичења од Чехословачког тима ФК Складно са укупном резултатом 5:2.
У домаћем нивоима такмичења (рачунајући и пријатељске утакмице) ХАШК је против Грађанског одиграо, од 1911. па до 1945. године, стодвадесет утакмица. Задња утакмица против локалног ривала је одиграна 10. априла 1945. године и завршила се резултатом 2:2. После овога нова власт је распустила клуб.
Новоформирани Динамо је преузео клупске просторије и фудбалско игралиште Максимир. Поред тога преузео је и доста играча који су претходно играли за ХАШК.
Остале спортске секције су преименоване, укинуте или спојене са неким другим већ постојећим секцијама. Најпознатије су биле ватерполо и одбојкашка секција у оквир спортског друштва Младост, које су касније имале успеха на домаћем и интернационалном плану.
Најпознатији фудбалер ХАШКа је био Златко Чајковски, који је прешао у Партизан и остао ту да игра наредних једанаест година. Остали познати играчи су били Ицо Хитрец и Ратко Кацијан, чија имена „Хитрец-Кацијан“ носи данашње игралиште које употребљавају различити нивои младих тимова Динама.

### 1990—2000
После распада Југославије 1990. године, ХАШК је поново реактивиран али само именом. Није било никаквих спортских активности све до 1993. године. Те године је поново ушао у спортска такмичења али уједињен са НК ТПК из Пешченице, клуба из једног од загребачких предграђа. Током 2006. године поново се ујединио, овај пут са чланом хрватске друге лиге, НК Нафташ Иванић, из Иванић Града и формира НК Нафташ ХАШК, који тренутно игра у трећој хрватској лиги.
Своје домаће утакмице играју у Загребу на терену Доње Светице, игралишту чији је капацитет 3.000 гледалаца.

## Познати играчи
- Златко Чајковски
- Томислав Црнковић
- Жељко Чајковски
- Ицо Хитрец
- Ратко Кацијан

## Спортски успеси
- Титула шампиона Краљевине Југославије у сезони 1937/38